# Carol M. Highsmith
Carol McKinney dite Carol M. Highsmith (née le 18 mai 1946 à Eden en Caroline du Nord) est une photographe, auteure et éditrice qui a photographié dans tous les États des États-Unis, aussi bien dans le district de Columbia qu'à Porto Rico.

## Biographie
Carol M. Highsmith donne plus de 100 000 de ses photographies, libres de droit, à la bibliothèque du Congrès,.

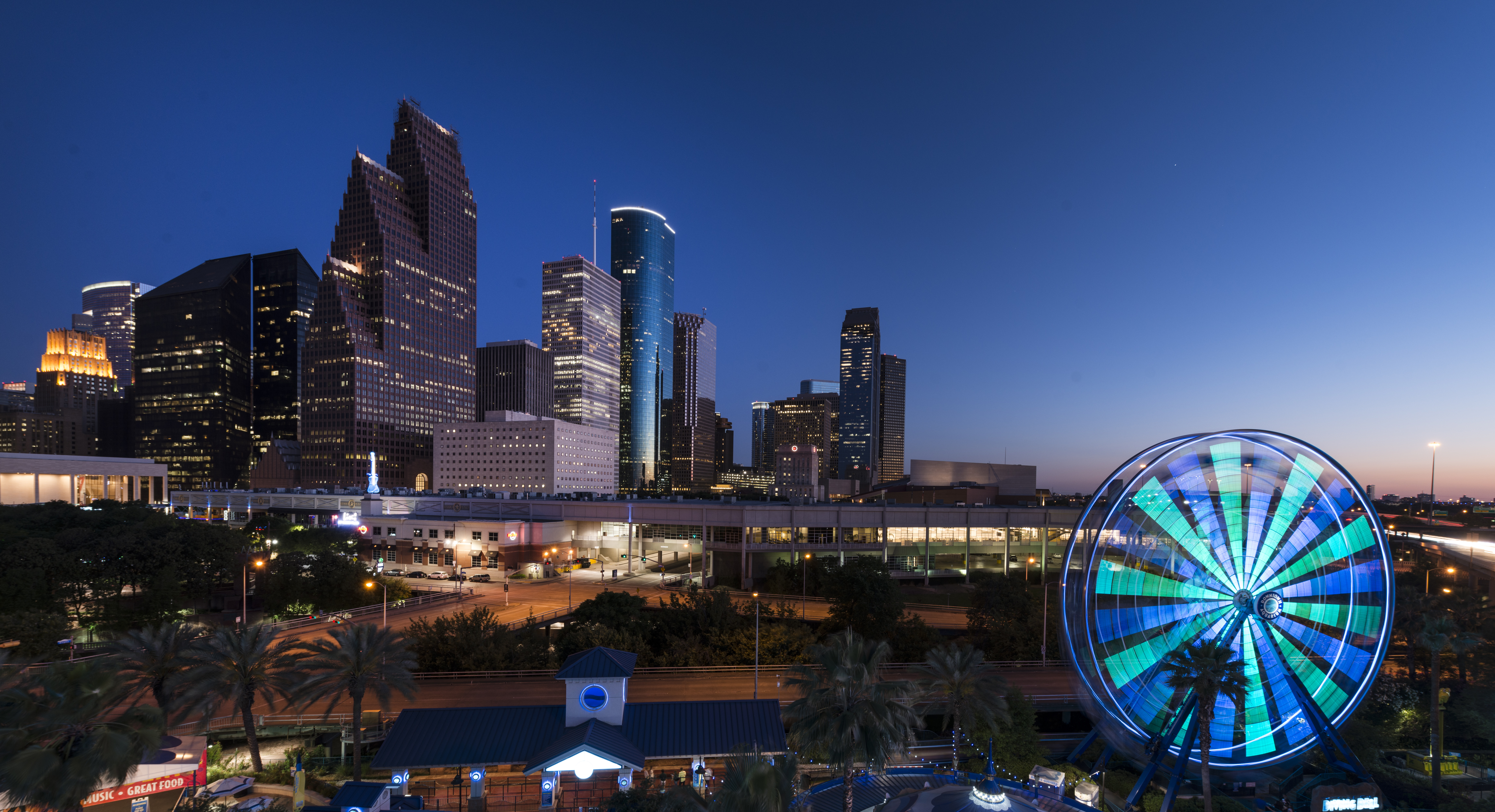
Panorama de Houston (Texas).
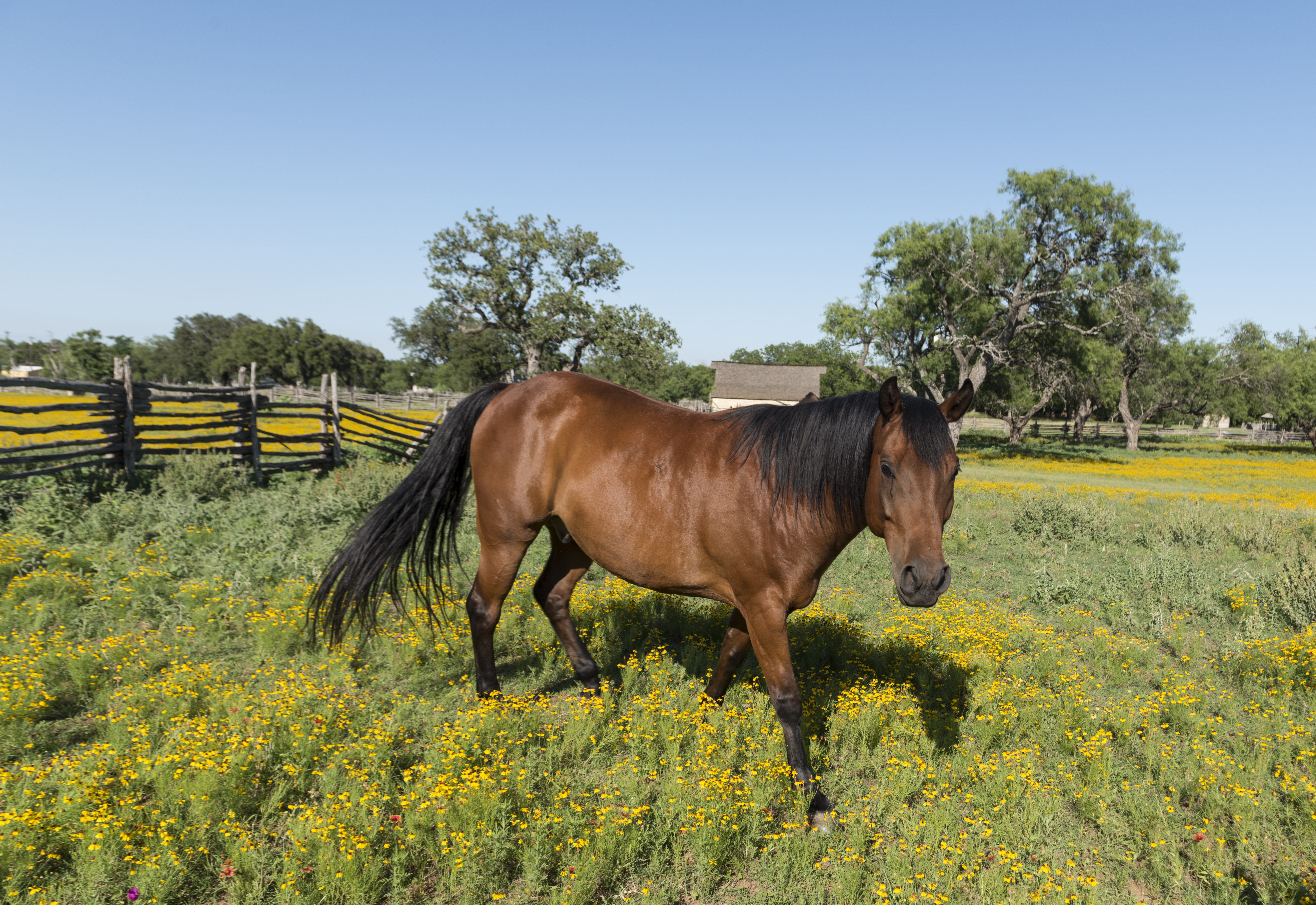
Cheval dans un pré.
Parc national de Yosemite.
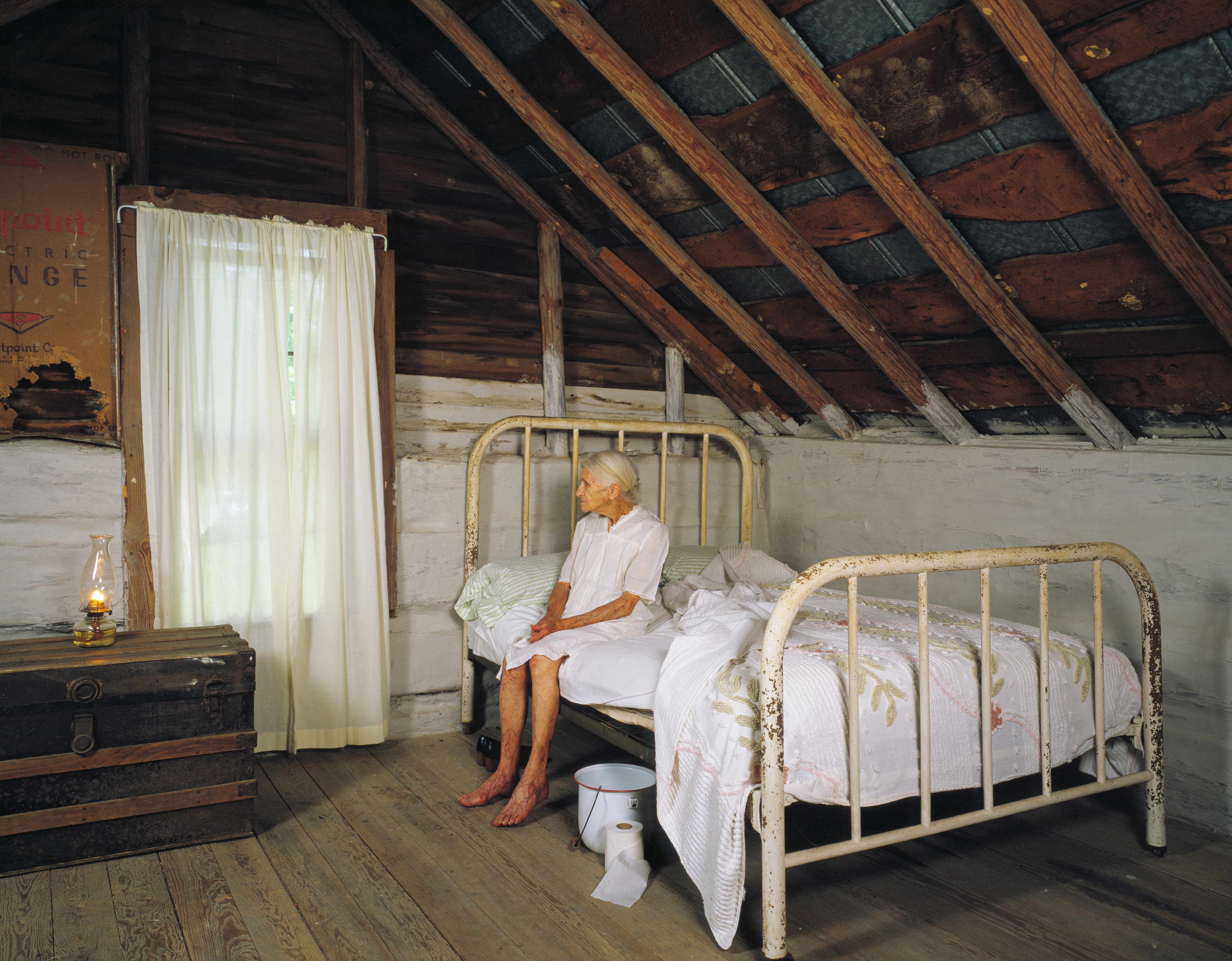
Vieille dame dans sa cabane en rondins.

À la suite de cela, elle se trouve confrontée à certaines agences comme Getty Images qui se seraient approprié ses photographies et les auraient fait payer aux internautes.